# C.M. Tegner
Christian Martin Tegner (født 28. november 1803 i Helsingør, død 18. juli 1881 i København) var en dansk portrætmaler og litograf.
C.M. Tegner fik uddannelse som maler og litograf på Kunstakademiet i København hos J.L. Lund. Tegner skaffede sig en levevej indenfor litografi. Tegner oprettede en litografisk anstalt i Trondheim, den første i byen, der var virksom fra 1837-45; startede sammen med sin bror, I.W. Tegner, Chr. og I. Tegners Stentrykkeri i 1846 i København, der i 1850, efter at broderen havde fået et andet firma, fortsattes under et nyt navn, C.M. Tegners Institut, til stifterens død i 1881. Hans topografiske motiver har i dag kulturhistorisk interesse, da lokaliteterne ofte har ændret karakter.